# HD 173739とHD 173740
HD 173739とHD 173740は、太陽から11.5光年の距離に存在する、2個の恒星からなる連星である。2000年にハッブル宇宙望遠鏡によって観測が行われたが、太陽系外惑星や褐色矮星などの天体は発見されなかった。

## HD 173739
| 太陽 | HD 173739 |
| ---- | --------- |
| 太陽 | Exoplanet |

HD 173739はスペクトル分類M3.0Vの赤色矮星で、質量は太陽に比して36パーセントで、直径は55パーセントである。
この恒星はHD 173740に対して偏心的な軌道を持っていることが知られているが、この観測結果は不確実である可能性がある。

### 惑星系
| 名称 （恒星に近い順） | 質量          | 軌道長半径 （天文単位） | 公転周期 (日)  | 軌道離心率 | 軌道傾斜角 | 半径 |
| --------------------- | ------------- | ----------------------- | -------------- | ---------- | ---------- | ---- |
| b                     | ≥2.78±0.35 M⊕ | 0.068±0.001             | 11.2201±0.0051 | —          | —          | —    |

HD 173739は、2024年にドップラー分光法で発見されたスーパーアースと思われる惑星を1つ持っていることが知られている。この惑星は、最小質量が地球の2.8倍で、公転周期は11日である。この惑星は、主星に近すぎるため、ハビタブルゾーンには入っていない。TESSによる観測によると、この惑星はトランジットを起こさない惑星である可能性が高いことが示されている。

## HD 173740
| 太陽 | HD 173740 |
| ---- | --------- |
| 太陽 | Exoplanet |

HD 173740はスペクトル分類M3.5 Vの赤色矮星で閃光星であり、質量は太陽に比して30パーセントで、直径は54パーセントである。
この恒星は閃光星として珍しい特徴を持っており、一分間の内に光度を増し（2倍か、それ以上）、5時間程度持続した後、数分のうちに元の光度に戻る。

### 惑星系
| 名称 （恒星に近い順） | 質量              | 軌道長半径 （天文単位） | 公転周期 (日)    | 軌道離心率      | 軌道傾斜角 | 半径 |
| --------------------- | ----------------- | ----------------------- | ---------------- | --------------- | ---------- | ---- |
| b (候補)              | ≥15.7±5.7 M⊕      | 0.261+0.022 −0.028      | 91.29+0.31 −0.24 | 0.06+0.26 −0.06 | —          | —    |
| c (候補)              | ≥13.1+8.1 −6.4 M⊕ | 0.428+0.037 −0.045      | 192.4+2.2 −1.9   | 0.03+0.22 −0.03 | —          | —    |

HD 173740にも惑星が存在する可能性がある。2016年には、ドップラー分光法による観測に基づいて、HD 173740の周囲に2.7日の公転周期を持つ地球質量の惑星候補が提案されたが、これは確認できなかった。2019年には、ドップラー分光法を用いてより長い公転周期を持つ海王星質量の惑星候補が2つ提案された。